# Tuuru
Koordinaten: 58° 48′ N, 23° 33′ O
Tuuru ist ein Dorf (estnisch küla) in der Stadtgemeinde Haapsalu (bis 2017: Landgemeinde Ridala) im Kreis Lääne in Estland.

## Einwohnerschaft und Lage
Der Ort hat 29 Einwohner (Stand 31. Dezember 2011). Er liegt auf der Halbinsel Puise, die an die Bucht von Topu (Topu laht) grenzt. Der südliche Teil des Dorfes gehört zum Nationalpark Matsalu.